# Birawa
Birawa (polnisch Bierawa; 1936–1945 Reigersfeld) ist ein Ort in der Landgemeinde Bierawa im Powiat Kędzierzyńsko-Kozielski der Woiwodschaft Opole (Oppeln) in Polen.

## Geographie
Das Angerdorf Birawa liegt acht Kilometer südlich von Kędzierzyn-Koźle (Kandrzin-Cosel) und 48 Kilometer südöstlich von Opole (Oppeln) in der Nizina Śląska (Schlesische Tiefebene) am rechten Ufer der Oder. Durch den Ort fließt die Birawka, ein rechter Zufluss der Oder.
Ortsteile von Birawa sind Kąt (Kolonie Ecke) und Utrata (Oderfähre).
Nachbarorte von Bierawa sind im Norden Alt Cosel (Stare Koźle), im Süden Libischau (Lubieszów) und im Westen auf der gegenüberliegenden Oderseite Czissek (Cisek).

## Geschichte

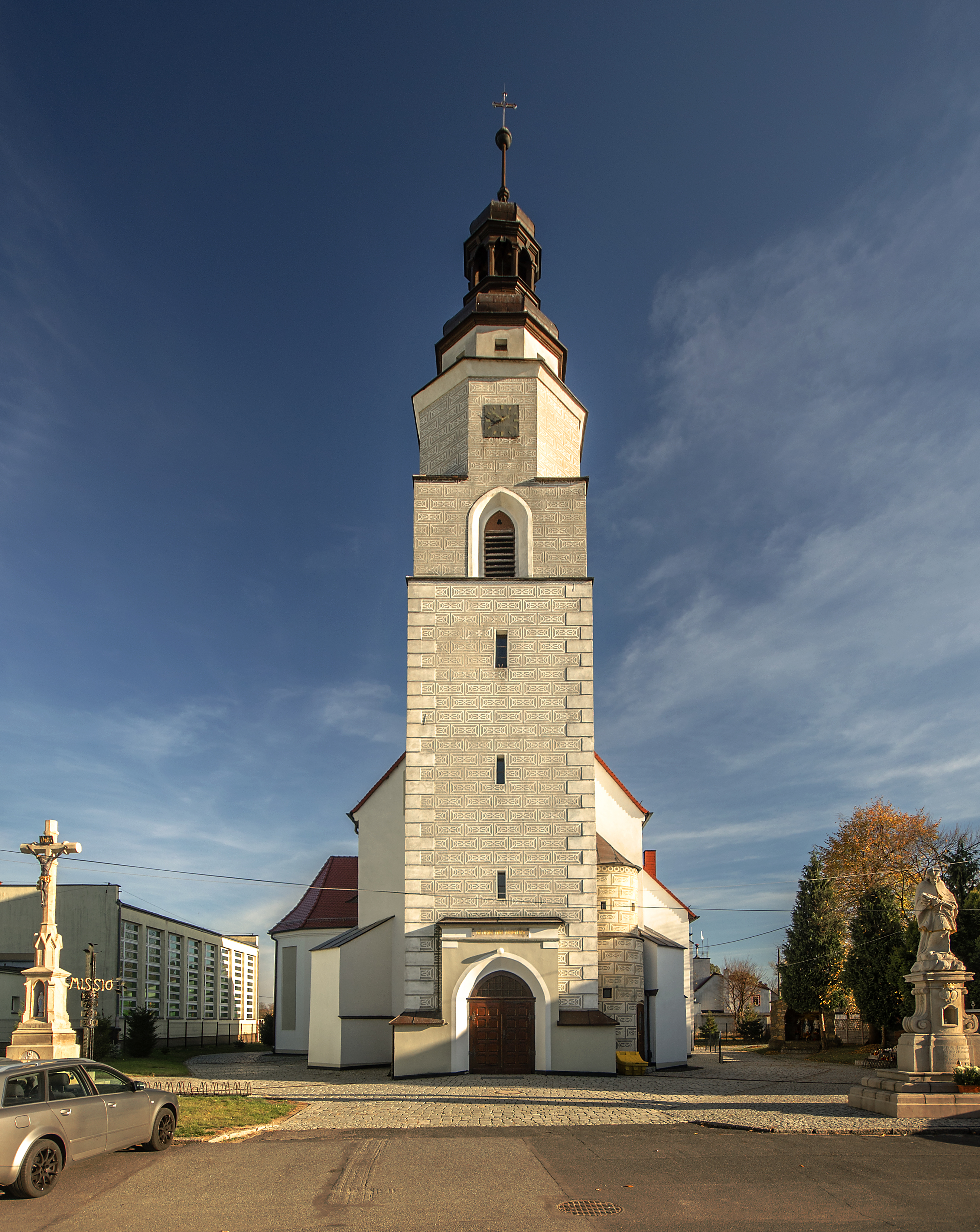
Dreifaltigkeitskirche

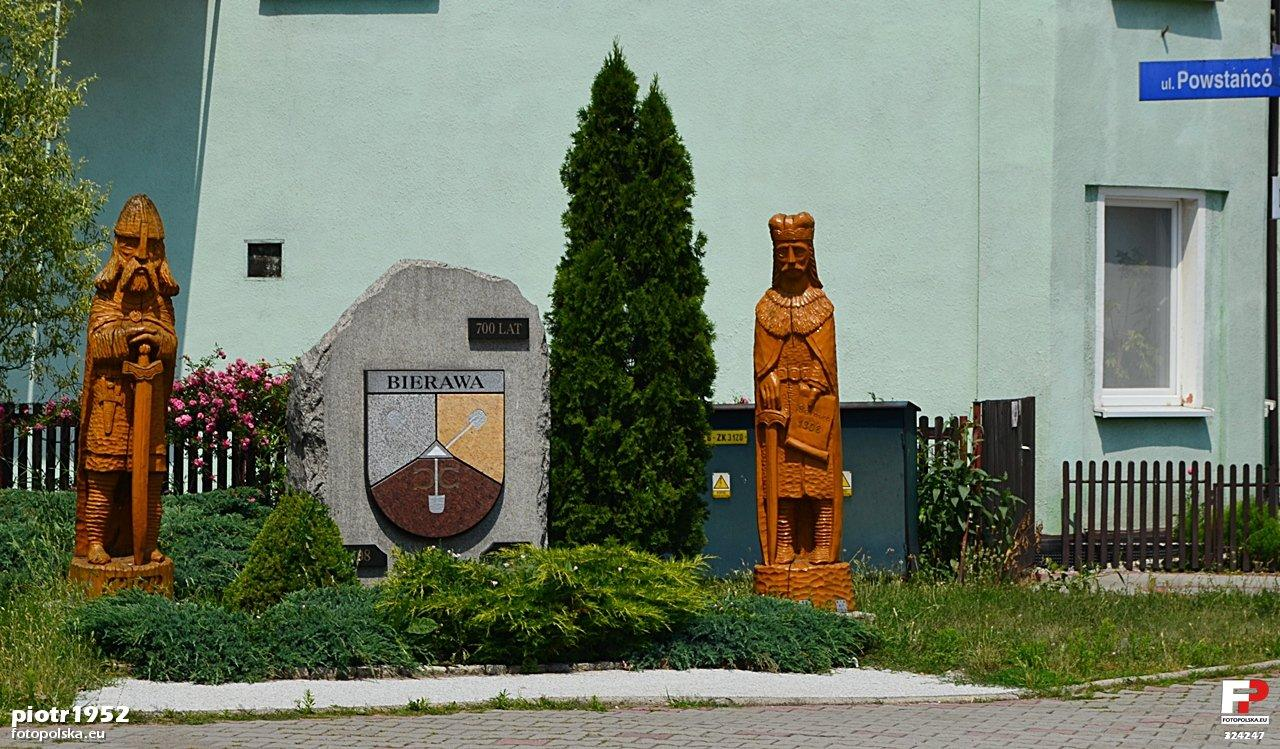
Denkmal zur 700-Jahr-Feier mit Wappen

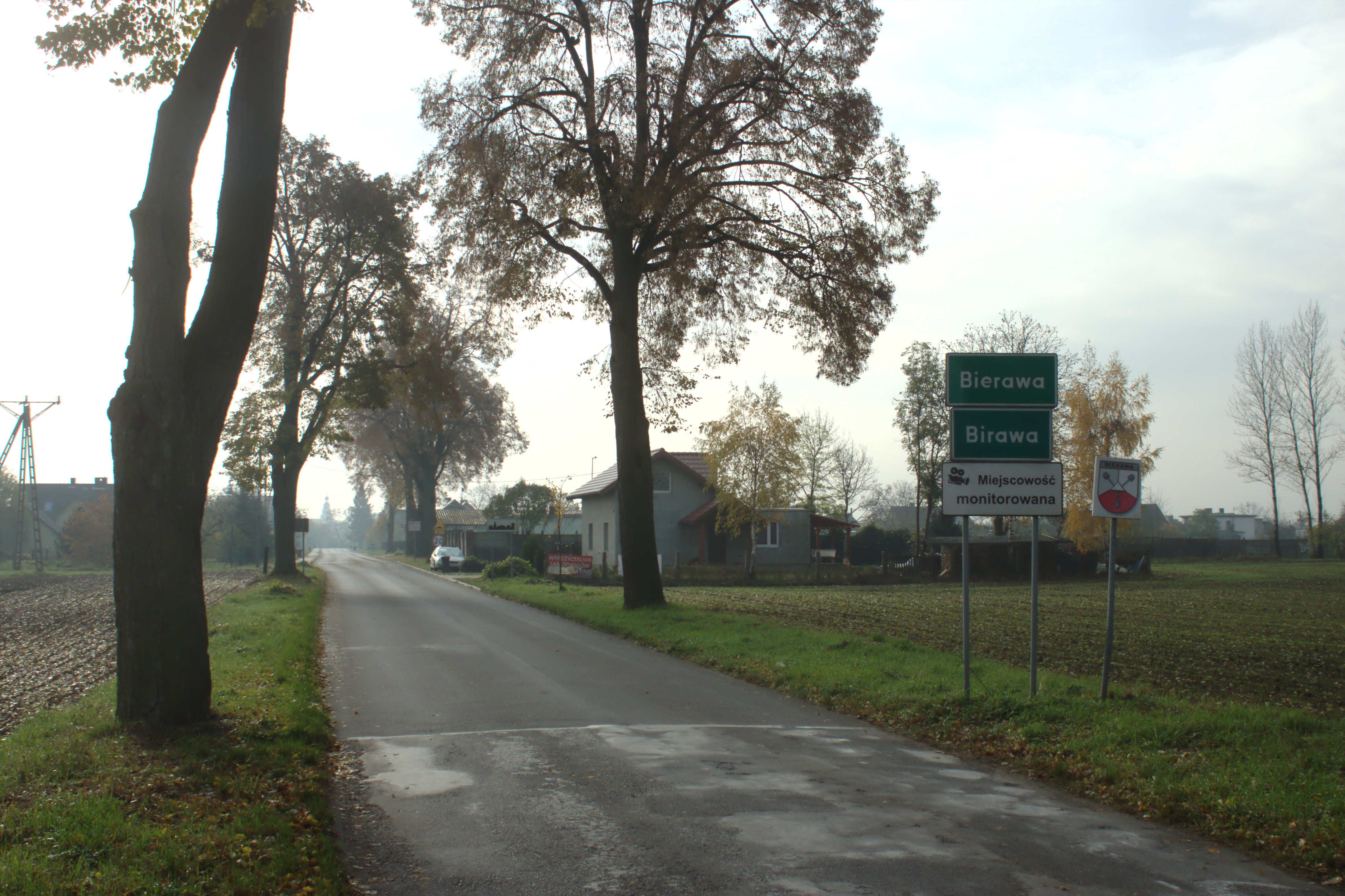
Ortseingang

Erstmals erwähnt wurde „Berawa“ im Jahre 1308.
Nach dem Ersten Schlesischen Krieg 1742 fiel Birawa mit dem größten Teil Schlesiens an Preußen.
Nach der Neuorganisation der Provinz Schlesien gehörte die Landgemeinde Birawa ab 1818 zum Landkreis Cosel, mit dem es bis 1945 verbunden blieb. 1845 bestanden im Dorf ein Schloss, eine katholische Kirche, eine katholische Schule, eine Mühle, eine Brauerei, eine Brennerei, ein Kalkofen und 137 Häuser. Von den damals 118 Einwohnern waren 16 evangelisch und 3 jüdisch. 1865 hatte der Ort neun Bauern, 53 Gärtner und 55 Häusler. 1874 wurde der Amtsbezirk Slawentzitz gebildet, der die Landgemeinden Alt Cosel, Birawa, Brzezetz, Goschütz, Jacobswalde, Kandrzin-Pogorzelletz, Klein Althammer, Lenartowitz, Libischau, Medar-Blechhammer, Miesce, Ortowitz, Sackenhoym, Slawentzitz und Slawentzitz-Kolonie sowie die Gutsbezirke Alt Cosel, Birawa, Brzezetz, Goschütz, Jacobswalde, Kandrzin-Pogorzelletz, Klein Althammer, Lenartowitz, Libischau, Medar-Blechhammer, Miesce, Ortowitz und Slawentzitz umfasste. 1885 wurden 1213 Einwohner gezählt.
Bei der Volksabstimmung in Oberschlesien am 20. März 1921 stimmten 516 Wahlberechtigte für einen Verbleib beim Deutschen Reich und 290 für Polen. Im Gutsbezirk Birawa stimmten 80 Personen für das Deutsche Reich und neun für Polen. Bierawa verblieb beim Deutschen Reich. 1933 lebten im Ort 1753 Einwohner. Am 8. Mai 1936 wurde Bierawa in Reigersfeld umbenannt. 1939 hatte der Ort 2027 Einwohner.
Als Folge des Zweiten Weltkrieges fiel Reigersdorf 1945 unter polnische Verwaltung. Nachfolgend wurde es in Bierawa umbenannt und der Woiwodschaft Schlesien angeschlossen. Ab 1950 gehörte es zur Woiwodschaft Opole, ab 1999 zum Powiat Kędzierzyńsko-Kozielski. Am 23. April 2007 wurde in der Gemeinde Birawa Deutsch als zweite Amtssprache eingeführt. Am 10. Januar 2011 erhielt Bierawa zusätzlich den amtlichen deutschen Ortsnamen Birawa.

### Einwohnerentwicklung
Nachfolgend die Einwohnerentwicklung des Dorfes.

### Wappen
Vormalige Siegel und Stempel der Gemeinde Birawa zeigen zwei Fasane, die zur Mitte gekehrt sind, zwei Pflugscharen und unten einen nach rechts gekehrten Fisch. Es weist somit auf den damaligen landwirtschaftlich und fischwirtschaftlich geprägten Charakter des Ortes hin.
Das heutige Wappen zeigt drei Felder, in jedem befindet sich je ein Spaten. Im unteren Feld zudem zwei Hufeisen.
Das Wappen der Gemeinde Birawa zeigt auf rotem Grund eine Holzaxt, rechts davon ein halbes Zahnrad und links eine Getreidegarbe. Am Rand sind zwölf fünfzackige Sterne angeordnet. Es deutet auf die Bedeutung der Landwirtschaft, Forstwirtschaft und der Industrie in der Gemeinde hin. Es wurde 1998 angenommen.

## Sehenswürdigkeiten

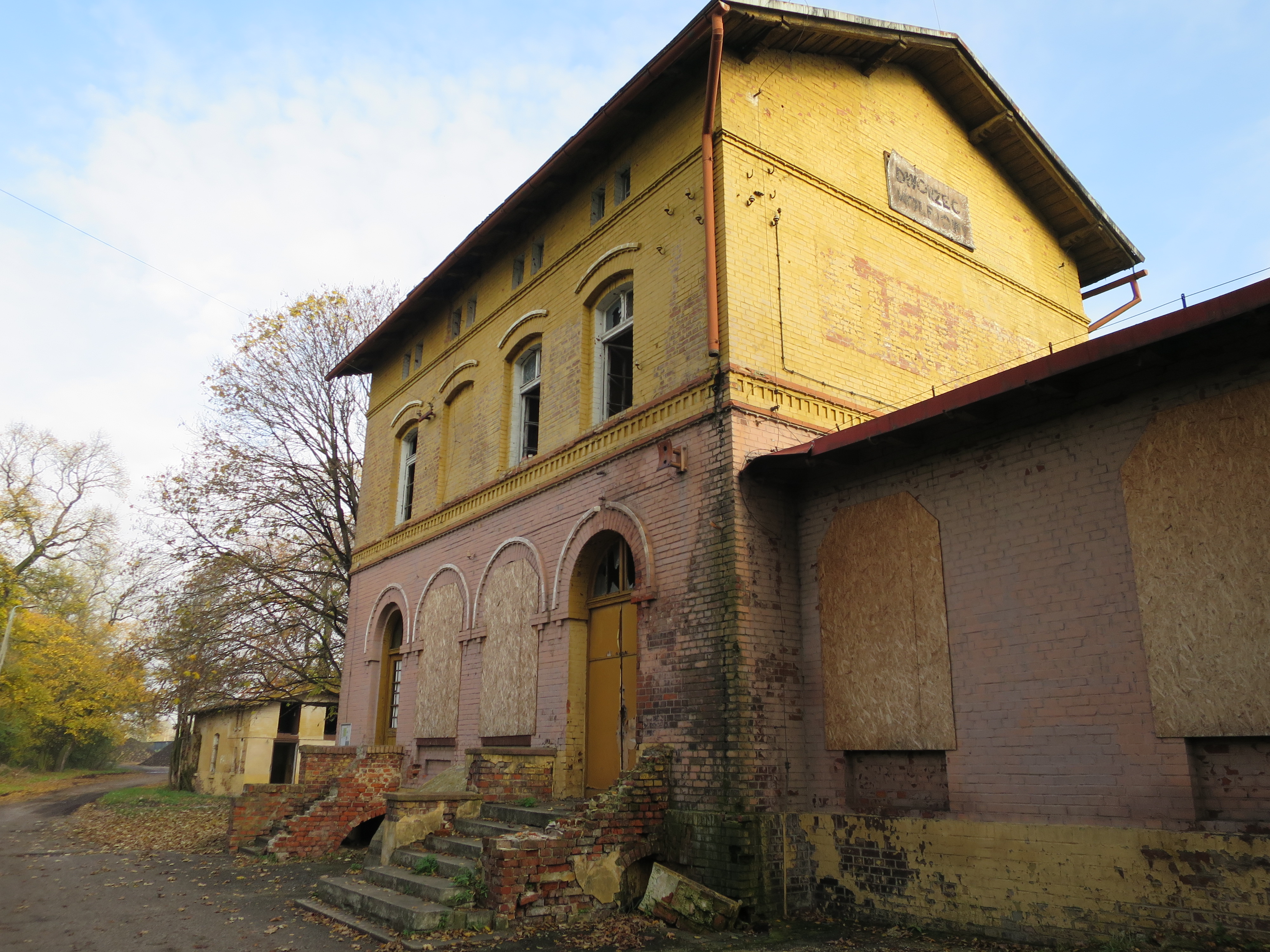
Bahnhofsgebäude

- Die römisch-katholische Dreifaltigkeitskirche (Kościół św. Trójcy) wurde in der zweiten Hälfte des 16. Jahrhunderts als evangelische Saalkirche im Stil der Spätrenaissance erbaut.[9] Ab Mitte des 18. Jahrhunderts wurde sie von katholischen Gläubigen genutzt; seit 1915 ist römisch-katholische Pfarrkirche. Im Inneren sind eine manieristische Kanzel mit einer Pelikanfigur auf dem Baldachin (1. Hälfte des 17. Jahrhunderts); am barocken Hauptaltar wird auf einem Gemälde die Anbetung der Heiligen Dreifaltigkeit durch die hll. Augustinus und Dominikus gezeigt sowie Figuren der hll. Augustinus und Ambrosius. An der Kirche gibt es eine Nepomukfigur aus der Mitte des 18. Jahrhunderts.
- Denkmal für die Gefallenen des Ersten und Zweiten Weltkriegs
- Denkmal zur 700-Jahr-Feier
- Empfangsgebäude des Bahnhofs Bierawa

## Verkehr
Im Gemeindegebiet liegen der Bahnhof Bierawa und der Haltepunkt Dziergowice an der Bahnstrecke Kędzierzyn-Koźle–Bohumín.
Das Dorf liegt an der Woiwodschaftsstraße 425. Diese beginnt unweit von Bierawa als Abzweig von der Woiwodschaftsstraße 408 und führt in südlicher Richtung nach Kuźnia Raciborska.

## Vereine
- Deutscher Freundschaftskreis
- Fußballverein Odra Bierawa
- Freiwillige Feuerwehr OSP Bierawa

## Söhne und Töchter des Ortes
- Theresia Wider (1937–2012), deutsche Schauspielerin
- Christian Heidrich (* 1960), deutscher Theologe, Publizist und Übersetzer

## Gemeinde
Die Landgemeinde (gmina wiejska) Birawa umfasst ein Gebiet von 119,24 km² mit etwa 8000 Einwohnern.